# Mavéa
Mavea (o Mavia) è una piccola isola del Pacifico nello Stato di Vanuatu.
Si trova 2,5 km al largo della costa est dell'isola di Espiritu Santo. L'isola occupa una superficie di 4,7 km² con un'altitudine media di 63 m s.l.m. ed è ricoperta da una folta vegetazione. Sono presenti alcuni piccoli villaggi con una popolazione complessiva di 207 abitanti secondo un censimento del 2009. Sull'isola si parla la lingua mavea.